# 萬國國際礦業
萬國國際礦業集團有限公司，簡稱萬國國際礦業集團，以及萬國國際礦業（英語：Wanguo International Mining Group Limited，港交所：3939），前身為「萬國國際集團有限公司」。

## 历史
在2003年，由高明清（董事長及首席執行官）和高金珠，在江西省宜丰县新庄镇万国矿区（總部），成立「江西省宜豐萬國礦業有限公司」。
業務在江西省經營采矿、矿石选矿及销售精矿产品。
該股份在2012年7月10日於港交所主板上市。招股價為1.75至2.1港元，發行新股為1.5億股，集資額為3.15億港元。

## 連結
- WGMine.com （页面存档备份，存于）